# Gino Bianco (giornalista)
Gino Bianco (Torino, 31 maggio 1932 – Tuoro sul Trasimeno, 27 dicembre 2005) è stato un giornalista italiano.
Fu ricercatore all'Università degli Studi di Genova presso l'Istituto di storia moderna e contemporanea, militante socialista libertario, cronista ma principalmente giornalista a tutto tondo.

## Biografia
Dopo gli studi universitari a Genova, conclusi alla fine degli anni cinquanta, fu redattore della rivista Critica sociale diretta da Giuseppe Faravelli; negli anni 1964-1967 ebbe, a Milano la direzione della sezione storica del centro studi economico sociale. Trasferitosi per il ventennio successivo a Londra, ricoprì il ruolo di fellow al Center of Contemporary European Studies, per l'Università del Sussex. Lavorò all'ufficio studi dell'Internazionale Socialista, presso il quale fu tra i primi a consultare il resoconto degli incontri svolti a Londra da Giacomo Matteotti nell'aprile 1924. 
Curò per Einaudi una raccolta di testi sulla rivoluzione industriale inglese e sul socialismo premarxista. Come giornalista fu corrispondente dell'Avanti! e collaborò al Giornale di Indro Montanelli. In RAI svolse attività giornalistica per il giornale radio del terzo programma.
Dalla fine degli anni '80 collaborò con il GR-3, come inviato nei paesi del socialismo reale, durante il crollo dei regimi. Fu poi corrispondente dal Medio Oriente e dai Balcani, durante le crisi di fine secolo.
Morì a Tuoro sul Trasimeno dove aveva vissuto negli ultimi anni. Negli ultimi tempi era direttore responsabile della rivista una città, che ha poi organizzato e dedicato a Forlì una biblioteca al suo nome.

## Opere
- Alexandra Kollontaj, Gino Bianco, Victor Serge, L'Opposizione Operaia in Russia, Azione Comune, 1962
- Gino Bianco (a cura di), Socialismo libertario, Edizione Azione Comune, Milano, 1964
- Gino Bianco, Gaetano Perillo, I partiti operai in Liguria nel primo dopoguerra, Istituto storico della Resistenza in Liguria, 1965
- Raffaele Colapietra, Gino Bianco, Romain Rainero, I Doria di Melfi ed il regno di Napoli nel Cinquecento, Università di Genova, Istituto di storia moderna e contemporanea, 1968
- Clement Richard Attlee, Gino Bianco, L'Esperienza laburista tra le due guerre: tra bolscevismo e fascismo : antologia di scritti, La nuova Italia, 1976
- Gino Bianco, Sindacati e socialisti al governo, Lerici editore, 1977
- Gino Bianco, Un socialista "irregolare": Andrea Caffi, intellettuale e politico d'avanguardia, Lerici, 1977
- Gino Bianco, Nicola Chiaromonte e il tempo della malafede, P. Lacaita, 1999
- Gino Bianco, Socialismo e libertà: l'avventura umana di Andrea Caffi, Jouvence, 2006
- Gino Bianco Socialismo libertario - Scritti di Gino Bianco dal 1960 al 1972, Edizioni Una città, Forlì 2011.